# Tata Tiago

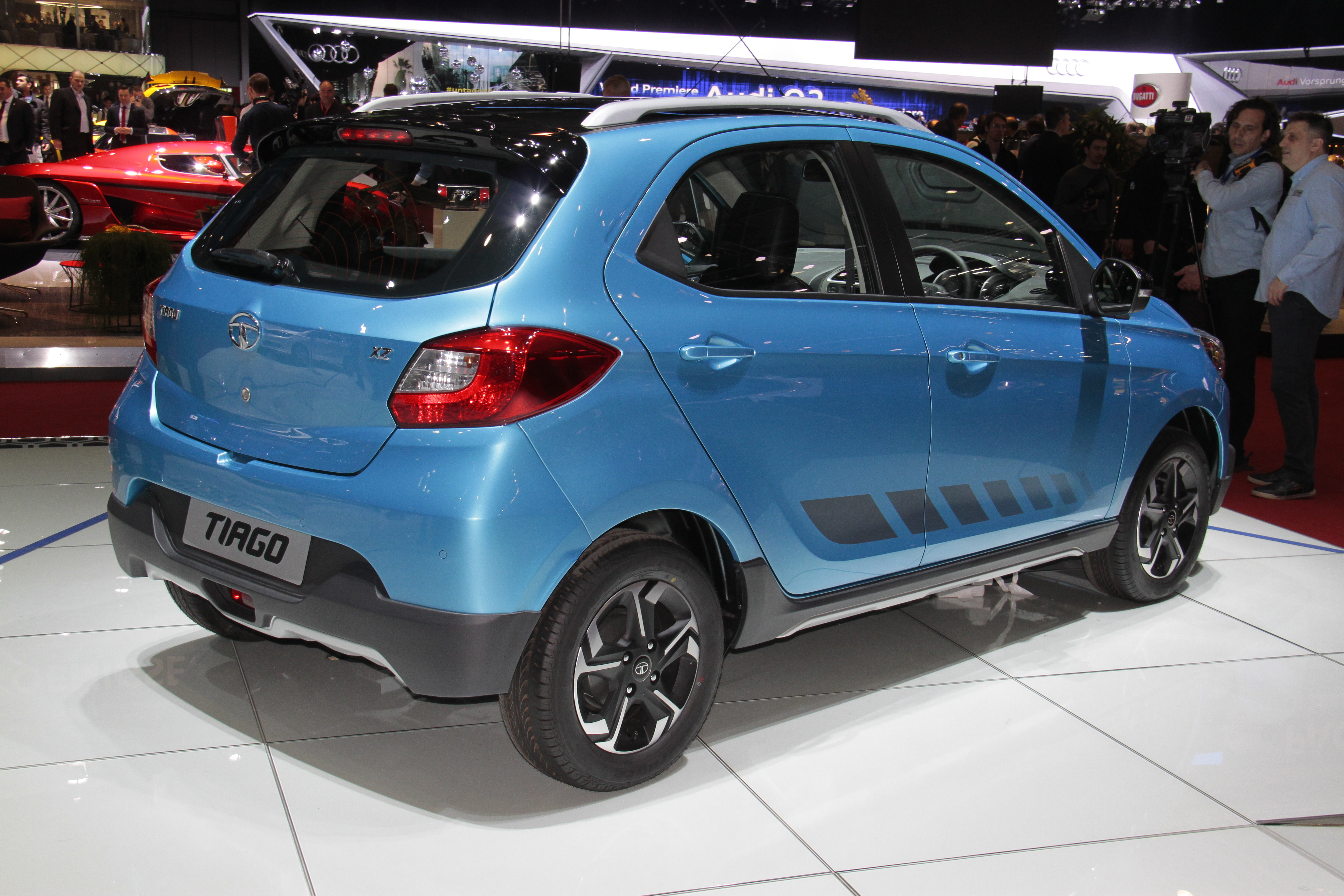
Heckansicht

Der Tata Tiago ist ein Kleinwagen des indischen Automobilherstellers Tata. In Indien kam der Fünftürer Anfang April 2016 auf den Markt.
Das Fahrzeug wurde ursprünglich als Tata Zica angekündigt, am 2. Februar 2016 gab Tata Motors jedoch bekannt, das Fahrzeug umzubenennen, da der Name ein Homonym zum Zika-Virus ist. Am 22. Februar 2016 gab der Hersteller bekannt, dass das Fahrzeug unter dem Namen Tiago vertrieben werde.

## Tiago JTP
Auf der Auto Expo im Februar 2018 präsentierte Tata den gemeinsam mit Jayem Automotive entwickelten Tiago JTP. Dieser stellt die Sportversion des Fahrzeugs dar und wird vom 83 kW (114 PS) starken 1,2-Liter-Ottomotor aus dem Tata Nexon angetrieben. In Indien kam der Tiago JTP gemeinsam mit dem Tigor JTP im Dezember 2018 auf den Markt.

## Tiago NRG
Mit dem Tiago NRG wurde im September 2018 eine Crossover-Version vorgestellt.

## Tiago EV
Ende September 2022 wurde das Fahrzeug als Elektroauto vorgestellt. Es sind zwei Versionen verfügbar. Die maximale Reichweite wird mit 315 km angegeben.

## Technische Daten
Der Tiago wurde zum Marktstart entweder von einem 63 kW (86 PS) starken 1,2-Liter-Ottomotor oder einem 51 kW (70 PS) starken 1,0-Liter-Dieselmotor angetrieben. Die Elektroversion hat entweder einen 45 kW (61 PS) oder einen 55 kW (75 PS) starken Motor.
|                                             | 1.2                                   | 1.2 NRG                                    | 1.2 iCNG                                      | 1.2 iCNG NRG                                  | 1.2 JTP                     | 1.0 Diesel                  | 1.0 Diesel NRG              | EV                          | EV                          |
| ------------------------------------------- | ------------------------------------- | ------------------------------------------ | --------------------------------------------- | --------------------------------------------- | --------------------------- | --------------------------- | --------------------------- | --------------------------- | --------------------------- |
| Bauzeitraum                                 | seit 04/2016                          | seit 09/2018                               | seit 01/2022                                  | seit 11/2022                                  | 12/2018–01/2020             | 04/2016–01/2020             | 09/2018–01/2020             | seit 10/2022                | seit 10/2022                |
| Motorkenndaten                              |                                       |                                            |                                               |                                               |                             |                             |                             |                             |                             |
| Motortyp                                    | R3-Ottomotor                          | R3-Ottomotor                               | R3-Ottomotor                                  | R3-Ottomotor                                  | R3-Ottomotor                | R3-Dieselmotor              | R3-Dieselmotor              | Elektromotor                | Elektromotor                |
| Hubraum                                     | 1199 cm³                              | 1199 cm³                                   | 1199 cm³                                      | 1199 cm³                                      | 1199 cm³                    | 1047 cm³                    | 1047 cm³                    | —                           | —                           |
| max. Leistung bei min−1                     | 63 kW (86 PS) / 6000                  | 63 kW (86 PS) / 6000                       | 63 kW (86 PS) / 6000 (54 kW (73 PS) / 6000) 1 | 63 kW (86 PS) / 6000 (54 kW (73 PS) / 6000) 1 | 83 kW (114 PS) / 5000       | 51 kW (70 PS) / 4000        | 51 kW (70 PS) / 4000        | 45 kW (61 PS)               | 55 kW (75 PS)               |
| max. Drehmoment bei min−1                   | 113 Nm / 3300                         | 113 Nm / 3300                              | 113 Nm / 3300 (95 Nm / 3500) 1                | 113 Nm / 3300 (95 Nm / 3500) 1                | 150 Nm / 2000–4000          | 140 Nm / 1800–3000          | 140 Nm / 1800–3000          | 110 Nm                      | 114 Nm                      |
| Kraftübertragung                            |                                       |                                            |                                               |                                               |                             |                             |                             |                             |                             |
| Antrieb                                     | Vorderradantrieb                      | Vorderradantrieb                           | Vorderradantrieb                              | Vorderradantrieb                              | Vorderradantrieb            | Vorderradantrieb            | Vorderradantrieb            | Vorderradantrieb            | Vorderradantrieb            |
| Getriebe, serienmäßig                       | 5-Gang-Schaltgetriebe                 | 5-Gang-Schaltgetriebe                      | 5-Gang-Schaltgetriebe                         | 5-Gang-Schaltgetriebe                         | 5-Gang-Schaltgetriebe       | 5-Gang-Schaltgetriebe       | 5-Gang-Schaltgetriebe       | 1-Gang-Reduktionsgetriebe   | 1-Gang-Reduktionsgetriebe   |
| Getriebe, optional                          | —                                     | —                                          | 5-Gang-Automatikgetriebe                      | 5-Gang-Automatikgetriebe                      | —                           | —                           | —                           | —                           | —                           |
| Antriebsbatterie                            |                                       |                                            |                                               |                                               |                             |                             |                             |                             |                             |
| Energieinhalt                               | —                                     | —                                          | —                                             | —                                             | —                           | —                           | —                           | 19,2 kWh                    | 24,0 kWh                    |
| Messwerte                                   |                                       |                                            |                                               |                                               |                             |                             |                             |                             |                             |
| Höchstgeschwindigkeit                       | 150 km/h                              |                                            |                                               |                                               | 170 km/h                    | 150 km/h                    |                             |                             |                             |
| Beschleunigung, 0–100 km/h                  | 13,7 s                                |                                            |                                               |                                               | 10,0 s                      | 16,6 s                      |                             |                             |                             |
| Kraftstoffverbrauch auf 100 km (kombiniert) |                                       |                                            |                                               |                                               |                             |                             |                             | —                           | —                           |
| Länge × Breite × Höhe                       | 3746–3765 mm × 1647–1677 mm × 1535 mm | 3793–3802 mm × 1665–1677 mm × 1537–1587 mm | 3765 mm × 1677 mm × 1535 mm                   | 3802 mm × 1677 mm × 1537 mm                   | 3746 mm × 1647 mm × 1531 mm | 3746 mm × 1647 mm × 1535 mm | 3793 mm × 1665 mm × 1587 mm | 3769 mm × 1677 mm × 1536 mm | 3769 mm × 1677 mm × 1536 mm |
| Radstand                                    | 2400 mm                               | 2400 mm                                    | 2400 mm                                       | 2400 mm                                       | 2400 mm                     | 2400 mm                     | 2400 mm                     | 2400 mm                     | 2400 mm                     |
| Leergewicht                                 | 930–1012 kg                           | 1017 kg                                    | 1040–1087 kg                                  | 1097–1100 kg                                  | 1051 kg                     | 1030–1080 kg                | 1085 kg                     |                             |                             |
| Tankinhalt                                  | 35 l                                  | 35 l                                       | 35 l                                          | 35 l                                          | 35 l                        | 35 l                        | 35 l                        | —                           | —                           |
| Elektrische Reichweite                      | —                                     | —                                          | —                                             | —                                             | —                           | —                           | —                           | 250 km                      | 315 km                      |